# Jag var så kär
«Jag var så kär» (со швед. — «я была так влюблена») — песня шведской певицы Агнеты Фельтског. Она стала первой сольной работой артистки, прежде работавшей с рядом шведских ансамблей; продюсером выступил Карл-Герхард Лундквист, более известный под псевдонимом Little Gerhard.

## История
Песня была написана самой Агнетой в 1967 году. В ноябре того же года она была выпущена на второй стороне дебютного сингла певицы, «Följ med mig». Однако, как порой случалось в то время, сторона «Б» оказалась более популярной: 28 января 1968 года «Jag var så kär» вошла в радиочарт Svensktoppen, публикуемый шведским радио, достигнув третьей позиции. В шведском чарте продаж, который в то время для синглов и альбомов был общим, песня смогла подняться на первую строчку и удерживала её на протяжении одной недели.
В 1979 году песня была помещена на вторую сторону сингла «När du tar mig i din famn».
На песню было сделано несколько кавер-версий, в частности, группа Vikingarna записала свою версию для альбома 1979 года «Kramgoa låtar 7».

## Список композиций
7" сингл (Cupol CS 45-211)
1. «Följ med mig» — 1:35
2. «Jag var så kär» — 2:15

## Чарты
| Чарт (1968)          | Высшая позиция |
| -------------------- | -------------- |
| Svensktoppen         | 3              |
| Шведский чарт продаж | 1              |